# Himalcoelotes
Himalcoelotes es un género de arañas araneomorfas pertenecientes a la familia Agelenidae. Se encuentra en Asia.

## Especies
Según The World Spider Catalog 12.0:
- Himalcoelotes aequoreus Wang, 2002
- Himalcoelotes brignolii Wang, 2002
- Himalcoelotes bursarius Wang, 2002
- Himalcoelotes diatropos Wang, 2002
- Himalcoelotes gyirongensis (Hu & Li, 1987)
- Himalcoelotes martensi Wang, 2002
- Himalcoelotes pirum Wang, 2002
- Himalcoelotes sherpa (Brignoli, 1976)
- Himalcoelotes subsherpa Wang, 2002
- Himalcoelotes syntomos Wang, 2002
- Himalcoelotes tortuous Zhang & Zhu, 2010
- Himalcoelotes xizangensis (Hu, 1992)
- Himalcoelotes zhamensis Zhang & Zhu, 2010